# Bosgrasuil
De bosgrasuil (Apamea scolopacina) is een nachtvlinder uit de familie van de uilen, de Noctuidae.

## Beschrijving
De voorvleugellengte bedraagt tussen de 14 en 17 mm. De grondkleur van de voorvleugels is lichtgeel. Op de vleugel bevindt zich een donkere zoom langs de achterrand en een donkere vlek tussen de ringvlek en niervlek. Ook zit er een opvallende donkere vlek achter de kop, die gedeeltelijk op het borststuk zit. De niervlek is opvallend witgerand en geheel of gedeeltelijk wit gevuld.

## Waardplanten
De bosgrasuil gebruikt diverse grassen als waardplanten. De rups is te vinden van augustus tot mei en overwintert.

## Voorkomen
De soort komt verspreid over het Palearctisch gebied voor. De habitat bestaat uit grazige bosranden en open plekken in het bos.

### In Nederland en België
De bosgrasuil is in Nederland en België een niet zo algemene soort. De vlinder kent één generatie die vliegt van halverwege juni tot halverwege augustus.